# 绢毛荛花
绢毛荛花（学名：Laplacea pilosa var. kulingensis）是山茶科南美大头茶属多毛荛花的变种。分布于中国大陆的江西、广东等地，目前尚未由人工引种栽培。